# Syngamia luteofusalis
Syngamia luteofusalis là một loài bướm đêm trong họ Crambidae.